# Micropterix allionella
Micropterix allionella ist ein Schmetterling aus der Familie der Urmotten (Micropterigidae). Der Falter trägt auch die Bezeichnung Bergwiesen-Urfalter.

## Merkmale
Die Flügelspannweite liegt bei 7,8–10,1 mm, die Vorderflügellänge beträgt bei den Männchen 3,6 bis 4,5 mm, bei den Weibchen 4,7 bis 4,8 mm. Der Kopf ist schwarzbraun mit schmutzig weißen bis rostgelben Schuppen. Die Antennen erreichen beim Männchen mehr als drei Viertel, beim Weibchen etwa zwei Drittel der Vorderflügellänge. Sie sind bei den Weibchen braun mit goldenem Schimmer, bei den Männchen zweifarbig, mit golden gefärbter Basis (bis etwa ein Drittel der Länge) und Spitzenteil ähnlich zu den Weibchen. Der Rumpf ist golden beschuppt, die Tegulae sind kupfrig bronzefarben bis violett. Die Vorderflügel sind überwiegend braun mit goldenem Schimmer und teilweise auffallend purpurviolett überlaufen. Sie besitzen drei breite goldfarbene Querbänder. Außerdem befindet sich zwischen dem äußeren und mittleren Querband ein goldfarbener Costalfleck am Flügelvorderrand, die Flügelspitze (Apex) und meist auch deren Hinterrand sind etwas dunkler bronzegolden. Die Hinterflügel sind bronzegolden gefärbt, teilweise grünlich und purpurn überlaufen, mit einem hell-goldenen Schuppensaum. Fühler und Beine sind dunkel gefärbt.

## Ähnliche Arten
- Micropterix rothenbachii – besitzt breitere goldfarbene Querbänder[1]. Außerdem ist sie meist deutlicher purpurn gefärbt und der Innenrand besitzt keinen bronzegoldenen Randsaum.
- Mircopterix trifasciella – ähnlich sind vor allem Individuen, bei denen der goldene Costalfleck ausnahmsweise fehlt, oder M. trifasciella, bei denen er ausnahmsweise auftreten kann.

Die Arten können, im männlichen Geschlecht, anhand der Genitalmorphologie unterschieden werden. Abweichend gefärbte Weibchen sind nicht immer sicher bis zur Art bestimmbar.

## Verbreitung
Das Verbreitungsgebiet der Art erstreckt sich über Mitteleuropa, Norditalien und die Balkanhalbinsel. Nachweise liegen vor aus Frankreich, Norditalien, der Schweiz, Deutschland, Tschechien, der Slowakei, Bulgarien, Kroatien und Slowenien. Nachweise auch aus Südeuropa und der Türkei beruhen möglicherweise auf Verwechslungen mit Micropterix rothenbachii.

## Lebensweise
Die tagaktiven Schmetterlinge findet man im Bergland. Dort beobachtet man sie meist auf Waldlichtungen in der Krautschicht, wo sie an Pollen saugen. Die Flugzeit der Schmetterlinge dauert von April bis Juli. Die Raupen, deren Lebensweise und die Nahrungspflanzen sind unbekannt.

## Taxonomie
Die Art wurde erstbeschrieben als Tinea allionella Fabricius, 1794. Sie wurde in der älteren Literatur teilweise verwechselt mit Micropteryx rothenbachii (auct., nec Frey, 1856). Ein weiteres Synonym ist Tinea tricinctella Costa, 1836.
Die Gattung Micropterix umfasst etwa 70 bis 80 Arten im temperaten bis subtropischen Eurasien und Nordafrika und ist damit die mit Abstand artenreichste der Familie. In Europa wurden 49 Arten nachgewiesen, wobei eine Reihe noch unbeschriebener Arten bekannt sind.